# Diecezja Itapetininga
Diecezja Itapetininga (łac. Dioecesis Itapetiningensis) – diecezja Kościoła rzymskokatolickiego w Brazylii. Należy do metropolii Sorocaba wchodzi w skład regionu kościelnego Sul 1. Została erygowana przez papieża Jan Pawła II bullą Apostolicum munus w dniu 15 kwietnia 1998.